# Otus madagascariensis
Otus madagascariensis (syn: Otus rutilus madagascariensis) és una espècie d'ocell de la família dels estrígids (Strigidae) que habita a l'oest i el centre de l'illa de Madagascar.

## Taxonomia
Segons la llista mundial d'ocells del Congrés Ornitològic Internacional (versió 13.1, gener 2023) aquest tàxon tindria la categoria d'espècie. Tanmateix, altres obres taxonòmiques, com el Handook of the Birds of the World i la quarta versió de la BirdLife International Checklist of the birds of the world (Desembre 2019), el consideren encara una subespècie del xot de Madagascar (Otus rutilus madagascariensis).